# Емпатоген
Емпатоген — речовина, що підсилює емпатію між людьми. Є в одних термінах різновидами, в інших — родичами психоделіків. До емпатогенам відносять такі речовини як MDMA (широко відомий як «екстазі») і MDA. Мефедрон і первітин теж володіють цією властивістю.
Термін «емпатоген» був запропонований в 1983 році Ральфом Мецнер для позначення хімічних агентів, що викликають почуття емпатії. Споріднений термін «ентактоген» був запропонований Девідом Николсом в якості альтернативи поняттю «емпатоген», щоб уникнути негативних асоціацій з грецьким корінням «патос» (страждання).